# Roger Aandalen
Roger Aandalen (1965) là một vận động viên môn boccia người Na Uy. Ông giành được một huy chương bạc tại Paralympic Mùa hè 2014 và một huy chương đồng tại Paralympic Mùa hè 2012. Ông đã thi đấu tại Thế vận hội dành cho người khuyết tật ở Atlanta năm 1996, Sydney năm 2000, Athens năm 2004, Bắc Kinh năm 2008 và London năm 2012.
Ông bị bại não.